# Temora
Temora – miasto w Australii, w stanie Nowa Południowa Walia.